# Lindsay Daenen
Lindsay Daenen, más conocida por su nombre artístico Lindsay, es una cantante belga nacida el 12 de junio de 1994 en Bélgica. Ganó el concurso Eurokids en 2005, en el que fue elegida como la representante de su país para el Festival de Eurovisión Junior. en 2005, donde cantó su canción Mes rêves (que significa : Mis sueños en francés) quedando en décimo puesto.

## Vida de Lindsay
Lindsay vive actualmente en Bélgica con sus padres, su hermana Delphine y un hermano llamado Amaury. Lo que más le gusta a Lindsay es cantar y bailar pero también tocar la guitarra, instrumento que aprendió a tocar hace unos años.

## Tras el Festival de Eurovisión
Lindsay consiguió la décima posición en el Festival de Eurovisión Junior. Participaron 16 países. La baja posición conseguida decepcionó un poco a Lindsay al igual que a muchos belgas, ya que dio todo lo mejor de sí misma para conseguir un puesto mejor y la canción, la verdad sea dicha, era buena. Eran muchos los que apostaban que la canción belga obtuviera uno de los puestos más altos pero no fue así. A pesar de todo, Lindsay consiguió su sueño de actuar en el festival y actuar ante 8.500 espectadores y más de 80 millones que veían el festival a través de la televisión.

### Sitio oficial
- LindsaY

- Datos: Q2505413
- Multimedia: Lindsay Daenen / Q2505413